# Vor Frue Kirke (Trondheim)
 For alternative betydninger, se Vor Frue Kirke. (Se også artikler, som begynder med Vor Frue Kirke)
Vor Frue Kirke er en stenkirke i Trondheim. Koret og den østlige halvdel af skibet udgør Middelalderens Mariakirke. Sammen med Nidarosdomen er dette den eneste kirke fra middelalderens Trondheim, som har overlevet frem til vore dage. Siden 1400-tallet er kirken blevet omtalt som Vor Frue Kirke. Efter reformationen blev kirken stærkt udvidet mod vest, men murværket i de oprindelige østlige dele er alligevel særdeles godt bevaret. Disse dele udgør den tredjestørste af de bevarede middelalderkirke i Norge.
Hvor den tidligere kirkegård lå er der blevet anlagt en park kaldet Tordenskioldsparken.